# Liste der staatlichen Unternehmen in Namibia
Dies ist eine Liste der staatlichen und halb-staatlichen Unternehmen und Einrichtungen in Namibia.
Seit der Unabhängigkeit 1990 wurden nur wenige staatliche Unternehmen in Namibia privatisiert. Ein Großteil der Unternehmen operiert mit großen Verlusten, weshalb eine Privatisierung beziehungsweise die Schließung dieser wiederholend ein Thema ist.

## Verwaltung
Staatliche Unternehmen sind in Namibia solche Unternehmen und Einrichtungen, die 100 Prozent in Hand des namibischen Staates sind (englisch state-owned enterprises), halb-staatliche Unternehmen (parastatals) sind als solche definiert, die zu mindestens 51 Prozent, jedoch nicht zu 100 Prozent in Besitz des Staates sind.
Seit Anfang 2020 sind alle nötigen Gesetzgebungen in Kraft. Die Unternehmen unterliegen der Aufsicht eines namibischen Fachministeriums bzw. sollte es sich im Wirtschaftsunternehmen handeln dem Ministerium für Staatsunternehmen (2022 als Abteilung im Finanzministeriums aufgegangen). Bis dahin wurden diese vom unabhängigen State-Owned Enterprises Governance Council überwacht. Sie unterliegen der finanziellen Überwachung des namibischen Generalbuchprüfers. Es gilt ein Hybrid-System in der Verwaltung.

## Unternehmen
Seit Gründung des Ministeriums für Staatsunternehmen werden die Staatsunternehmen in drei Kategorien eingeteilt.

### Kommerzielle Unternehmen
Kursiv = liquidiert
| Institution                                                                                         | Hauptsitz     | Umsatz (in Millionen N$)1 | Gewinn/Verlust (in Millionen N$)1 | Branche                               |
| --------------------------------------------------------------------------------------------------- | ------------- | ------------------------- | --------------------------------- | ------------------------------------- |
| Air Namibia                                                                                         | Windhoek      | 1100 (2009/2010)          | -104,8 (2009/2010)                | Fluggesellschaft                      |
| Epangelo Mining                                                                                     | Windhoek      | k.A                       | k.A                               | Bergbau                               |
| Henties Bay Waterfront                                                                              | Henties Bay   | k.A                       | k.A                               | Unterhaltung                          |
| Lüderitz Waterfront                                                                                 | Lüderitz      | k.A                       | k.A                               | Unterhaltung                          |
| Meat Corporation of Namibia                                                                         | Windhoek      | 1256,5 (2010/2011)        | -62,6 (2010/2011)                 | Fleisch                               |
| MTC Namibia                                                                                         | Windhoek      | 2422,5 (2017)             | 711,4 (2017)                      | Telekommunikation                     |
| Namibia Airports Company                                                                            | Windhoek      | k. A.                     | k. A.                             | Flughafenbetreiber                    |
| Namibia Institute of Pathology                                                                      | Windhoek      | 112,253 (2006/2007)       | 4,297 (2006/2007)                 | Pathologisches Institut               |
| Namibian Port Authority                                                                             | Walvis Bay    | 915,987 (2009/2010)       | 142,330 (2009/2010)               | Hafenbetreiber                        |
| Namibia Post                                                                                        |               |                           |                                   | Postwesen                             |
| Namibia Power Corporation                                                                           | Windhoek      | 2555,6 (2012)             | 150,5 (2012)                      | Stromversorgung                       |
| Namibia Wildlife Resorts *                                                                          | Windhoek      | 168,7 (2009)              |                                   | Tourismus, Hotels                     |
| Namib Desert Diamonds                                                                               |               |                           |                                   | Diamanten                             |
| National Fishing Corporation of Namibia                                                             | Lüderitz      |                           |                                   | Fischerei                             |
| National Petroleum Corporation of Namibia                                                           | Windhoek      | 227,1 (2012)              | 60,3 (2012)                       | Mineralölunternehmen                  |
| Namibia Industrial Development Agency Namibia Development Corporation, Offshore Development Company | Windhoek      |                           |                                   | Wirtschaftsentwicklung                |
| Roads Authority                                                                                     | Windhoek      |                           |                                   | Kfz-Zulassungsbehörde, Straßenbehörde |
| Roads Contractor Company                                                                            | Windhoek      |                           |                                   | Straßenbau                            |
| SME Bank Namibia                                                                                    | Windhoek      |                           |                                   | Bank                                  |
| Telecom Namibia                                                                                     |               |                           |                                   | Telekommunikation                     |
| TransNamib                                                                                          | Windhoek      | 491,5 (2008)              | −73,5 (2011/2012)                 | Eisenbahnunternehmen                  |
| Zambezi Waterfront                                                                                  | Katima Mulilo | k. A.                     | k. A.                             | Unterhaltung                          |

### Nicht-kommerzielle Unternehmen
| Institution                                                             | Hauptsitz  | Übergeordnete Stelle                                       | Umsatz (in Millionen N$) 1 | Gewinn/Verlust (in Millionen N$) 1 | Branche                                      |
| ----------------------------------------------------------------------- | ---------- | ---------------------------------------------------------- | -------------------------- | ---------------------------------- | -------------------------------------------- |
| Accreditation Board of Namibia                                          | Windhoek   | Ministerium Industrialisierung, Handel und KMU-Entwicklung |                            |                                    | Akkreditierung                               |
| Communications Regulatory Authority of Namibia (CRAN)                   | Windhoek   |                                                            |                            |                                    | Regulierungsbehörde                          |
| Diamond Board of Namibia                                                | Windhoek   | Ministerium für Bergbau und Energie                        | k. A.                      | k. A.                              | Diamantenaufsicht                            |
| Electricity Control Board (ECB)                                         | Windhoek   | Ministerium für Bergbau und Energie                        | k.A                        | k.A                                | Elektrizitätsaufsicht                        |
| Fisheries Observer Agency                                               | Walvis Bay | Ministerium für Fischerei und Meeresressourcen             | 26,934 (2009/2010)         | 0,563 (2009/2010)                  | Fischereiüberwachung                         |
| Karakul Board Namibia                                                   | Windhoek   | -                                                          | 2,294 (2010/2011)          | 1,128 (2010/2011)                  | Landwirtschaft                               |
| Livestock and Livestock Products Board (bis 2023 Meat Board of Namibia) | Windhoek   | -                                                          | k. A.                      | k. A.                              | Landwirtschaft                               |
| Namibian Agronomic Board (NAB)                                          | Windhoek   | Ministerium für Landwirtschaft, Wasser und Forstwirtschaft | 25,849 (2011/2012)         | 6,705 (2011/2012)                  | Landwirtschaft                               |
| Namibian Board of Trade                                                 |            |                                                            |                            |                                    | Handel                                       |
| Namibian Broadcasting Corporation (NBC)                                 | Windhoek   | Ministerium für Information und Kommunikationstechnologie  | 168,4 (2011/2012)          | −42,6 (2011/2012)                  | Öffentlich-rechtlicher Rundfunk              |
| Namibian College of Open Learning (Namcol)                              | Windhoek   | Ministerium für Höhere Bildung, Training und Innovation    | 20,799 (2012)              | 6,073 (2012)                       | Bildung                                      |
| National Commission on Research, Science and Technology (NCRST)         | Windhoek   | Ministerium für Höhere Bildung, Training und Innovation    |                            |                                    | Wissenschaft                                 |
| Namibia Competition Commission (NCC)                                    | Windhoek   | Ministerium für Handel und Industrie                       | 11,117 (2010/2011)         | 5,105 (2010/2011)                  | Wettbewerbsaufsicht                          |
| Namibia Estate Agents Board (NEAB)                                      | Windhoek   |                                                            |                            |                                    |                                              |
| Namibia Financial Institutions Supervisory Authority (Namfisa)          | Windhoek   | Finanzministerium                                          | k. A.                      | k. A.                              | Finanzaufsicht                               |
| Namibia Fish Consumption Promotion Trust (NFCPT)                        | Windhoek   |                                                            |                            |                                    |                                              |
| Namibia Institute for Mining Technology (Nimt)                          | Windhoek   |                                                            |                            |                                    | Bildung                                      |
| Namibia Institute of Public Administration & Management (Nipam)         | Windhoek   |                                                            |                            |                                    | Bildung                                      |
| Namibia Press Agency (Nampa)                                            | Windhoek   | Ministerium für Information und Kommunikationstechnologie  | 2,287 (2010/2011)          | -3,966 (2010/2011)                 | Presseagentur                                |
| Namibia Qualifications Authority (NQA)                                  | Windhoek   | Ministerium für Höhere Bildung, Training und Innovation    | k. A.                      | k. A.                              | Bildungsstandards                            |
| Namibia Sport Commission (NSC)                                          | Windhoek   |                                                            |                            |                                    | Sport                                        |
| Namibia Standards Institution (NSI)                                     | Windhoek   |                                                            |                            |                                    |                                              |
| Namibia Statistics Agency (NSA)                                         | Windhoek   |                                                            |                            |                                    |                                              |
| Namibia Tourism Board (NTB)                                             | Windhoek   | Ministerium für Umwelt und Tourismus                       | 58,288 (2010/2011)         | 13,517 (2010/2011)                 | Fremdenverkehrsamt                           |
| Namibia Training Authority (NTA)                                        | Windhoek   |                                                            |                            |                                    | Bildung                                      |
| Namibia University of Science and Technology (Nust)                     | Windhoek   | Ministerium für Höhere Bildung, Training und Innovation    | 290 (2009)                 | 28,2 (2009)                        | Bildung                                      |
| Namibia Water Corporation (Namwater)                                    | Windhoek   | Ministerium für Landwirtschaft, Wasser und Forstwirtschaft | 314,5 (2005)               |                                    | Wasserversorgung                             |
| National Art Gallery of Namibia (NAGN)                                  | Windhoek   | Ministerium für Bildung, Kunst und Kultur                  |                            |                                    | Kunstgalerie                                 |
| National Disability Council of Namibia (NDCN)                           | Windhoek   | Ministerium für Gesundheit und Soziale Dienste             |                            |                                    | Behindertenförderung                         |
| National Heritage Council (NHC)                                         | Windhoek   | Ministerium für Bildung, Kunst und Kultur                  | 5,776 (2009/2010)          | 2,439 (2009/2010)                  | Denkmalschutz                                |
| National Housing Enterprise (NHE)                                       | Windhoek   | Ministerium für städtische und ländliche Entwicklung       |                            |                                    | Wohnungsbau                                  |
| The National Theatre of Namibia (NTN)                                   | Windhoek   | Ministerium für Bildung, Kunst und Kultur                  |                            |                                    | Theater                                      |
| National Youth Council of Namibia (NYC)                                 | Windhoek   | Ministerium für Sport, Jugend und Nationaldienste          |                            |                                    |                                              |
| New Era Publication (NEPC)                                              | Windhoek   | Ministerium für Information und Kommunikationstechnologie  | 22,676 (2009/2010)         | 7,532 (2009/2010)                  | Zeitungsverlag                               |
| Security Enterprises and Security Officers Regulations Board (SEORB)    | Windhoek   | -                                                          |                            |                                    |                                              |
| Social Security Commission (SSC)                                        | Windhoek   |                                                            | 338,860 (2011/2012)        | 219,504 (2011/2012)                | unter anderem Sozialhilfe, Arbeitslosenhilfe |
| University of Namibia (Unam)                                            | Windhoek   | Ministerium für Höhere Bildung, Training und Innovation    | 413 (2009)                 | 13,2 (2009)                        | Bildung                                      |

### Andere Einrichtungen
| Institution                                               | Hauptsitz | Übergeordnete Stelle                                  | Umsatz (in Millionen N$) 1 | Gewinn/Verlust (in Millionen N$) 1 | Branche                 |
| --------------------------------------------------------- | --------- | ----------------------------------------------------- | -------------------------- | ---------------------------------- | ----------------------- |
| Agricultural Bank of Namibia                              | Windhoek  | -                                                     | 245,9 (2021)               | 37,7 (2021)                        | Bank                    |
| Development Bank of Namibia                               | Windhoek  | -                                                     | 654,9 (2022/23)            | −269,9 (2022/23)                   | Entwicklungsbank        |
| Environmental Investment Fund of Namibia                  | Windhoek  | Ministerium für Umwelt, Forstwirtschaft und Tourismus | k.A                        | k.A                                | Umwelt, Investition     |
| Games Product Trust Fund                                  | Windhoek  | Ministerium für Umwelt, Forstwirtschaft und Tourismus | 39,428 (2009)              | 38,439 (2009)                      | Landwirtschaft          |
| Minerals Development Fund of Namibia                      | Windhoek  | Ministerium für Bergbau und Energie                   |                            |                                    | Bergbauentwicklung      |
| Motor Vehicle Accident Fund                               | Windhoek  | Ministerium für Öffentliche Arbeiten und Verkehr      |                            |                                    | Versicherung            |
| National Special Risks Insurance Association              | Windhoek  | -                                                     | 18,992 (2010/2011)         |                                    | Versicherung            |
| Namibia National Reinsurance Association                  | Windhoek  | -                                                     | 73,847 (2010)              | 13,304 (2010)                      | Rückversicherung        |
| Road Fund Administration                                  | Windhoek  | Ministerium für Öffentliche Arbeiten und Verkehr      | 8,631 (2005)               | −0,162 (2005)                      | Straßenbenutzungsgebühr |
| Trust Fund for Regional Development and Equity Provisions | Windhoek  | Ministerium für städtische und ländliche Entwicklung  |                            |                                    | Regionalentwicklung     |
| War Veterans Trust Fund                                   | Windhoek  |                                                       | 1,145 (2008)               | 1,128 (2008)                       | Veteranenentschädigung  |